# Olympische Sommerspiele 1948/Teilnehmer (Südkorea)
| Gelbes Symbol für Goldmedaillen mit stilisierten Olympischen Ringen | Graues Symbol für Silbermedaillen mit stilisierten Olympischen Ringen | Braundes Symbol für Bronzemedaillen mit stilisierten Olympischen Ringen |
| ------------------------------------------------------------------- | --------------------------------------------------------------------- | ----------------------------------------------------------------------- |
| —                                                                   | —                                                                     | 2                                                                       |

Südkorea nahm an den Olympischen Sommerspielen 1948 in London mit einer Delegation von 46 Athleten (45 Männer und eine Frau) an 24 Wettkämpfen in sieben Sportarten teil. Es war die erste Teilnahme Südkoreas an Olympischen Sommerspielen.
Die südkoreanischen Athleten gewannen zwei Bronzemedaillen. Der Boxer Han Soo-an belegte im Fliegengewicht ebenso wie der Gewichtheber Kim Seong-jip im Mittelgewicht den dritten Platz.

## Teilnehmer nach Sportarten

### Basketball
- 8. Platz
An Byeong-seok
Bang Won-sun
Chang Ri-jin
Jo Deuk-jun
Gang Bong-hyeon
Kim Jeong-sin
Lee Jun-yeong
Lee Sang-hun
O Su-cheol

### Boxen
- Han Soo-an
Fliegengewicht: Bronze

- Seo Byeong-ran
Federgewicht: im Viertelfinale ausgeschieden

- Gang In-seok
Leichtgewicht: im Achtelfinale ausgeschieden

### Fußball
- im Viertelfinale ausgeschieden
Choi Seong-gon
Chung Kook-chin
Chung Nam-sik
Hong Deok-young
Kim Kyu-hwan
Kim Yong-sik
Min Byung-dae
Park Dae-jong
Park Kyu-chung
U Jeong-hwan
Bae Jeong-ho

### Gewichtheben
- Lee Gyu-hyeok
Bantamgewicht: 4. Platz

- Pak Dong-uk
Bantamgewicht: 10. Platz

- Nam Su-il
Federgewicht: 4. Platz

- Choi Hang-gi
Federgewicht: ohne gültigen Versuch

- Kim Chang-hui
Leichtgewicht: 6. Platz

- Na Si-yun
Leichtgewicht: 7. Platz

- Kim Seong-jip
Mittelgewicht: Bronze

- Lee Yeong-hwan
Halbschwergewicht: 16. Platz

### Leichtathletik
Männer
- Lee Yun-seok
800 m: im Vorlauf ausgeschieden
1500 m: im Vorlauf ausgeschieden

- Sim Bok-seok
5000 m: im Vorlauf ausgeschieden

- Hong Jong-o
Marathon: 25. Platz

- Seo Yun-bok
Marathon: 27. Platz

- Choi Yun-chil
Marathon: Rennen nicht beendet

- Kim Won-gwon
Weitsprung: 18. Platz
Dreisprung: 12. Platz

- An Yeong-han
Diskuswurf: ohne gültigen Versuch

- Gin Gang-hwan
Hammerwurf: 13. Platz

Frauen
- Pak Bong-sik
Diskuswurf: 18. Platz

### Radsport
- Gwon Ik-hyeon
Straßenrennen: Rennen nicht beendet

- Hwang San-ung
Straßenrennen: Rennen nicht beendet

### Ringen
- Han Sang-Ryong
Bantamgewicht, Freistil: in der 3. Runde ausschieden

- Kim Kuk-fan
Federgewicht, Freistil: in der 2. Runde ausschieden

- Kim Seog-yeong
Leichtgewicht, Freistil: 6. Platz

- Hwang Byeong-gwan
Weltergewicht, Freistil: in der 3. Runde ausschieden